# Sint-Martinuskerk (Meise)

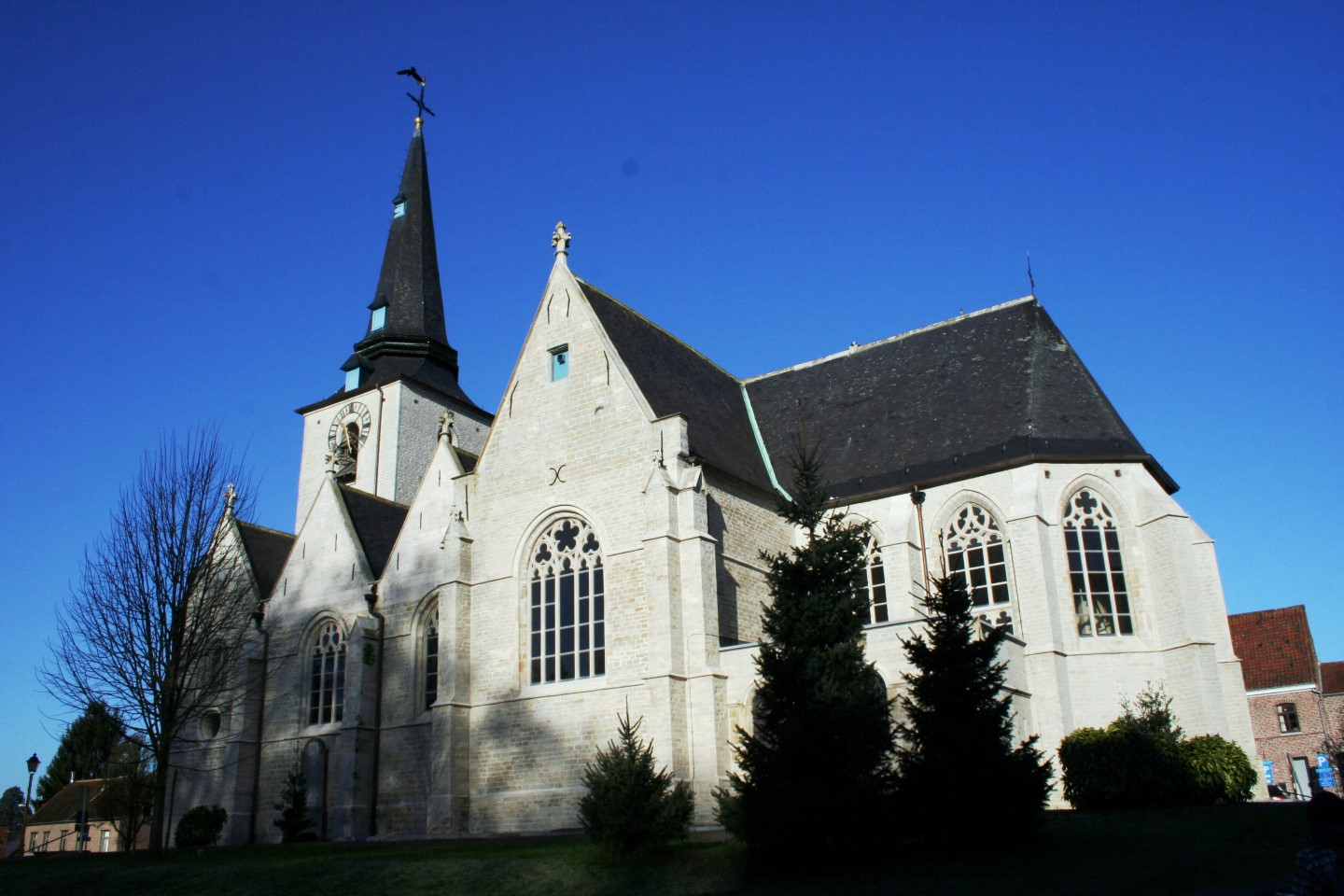
Sint-Martinuskerk

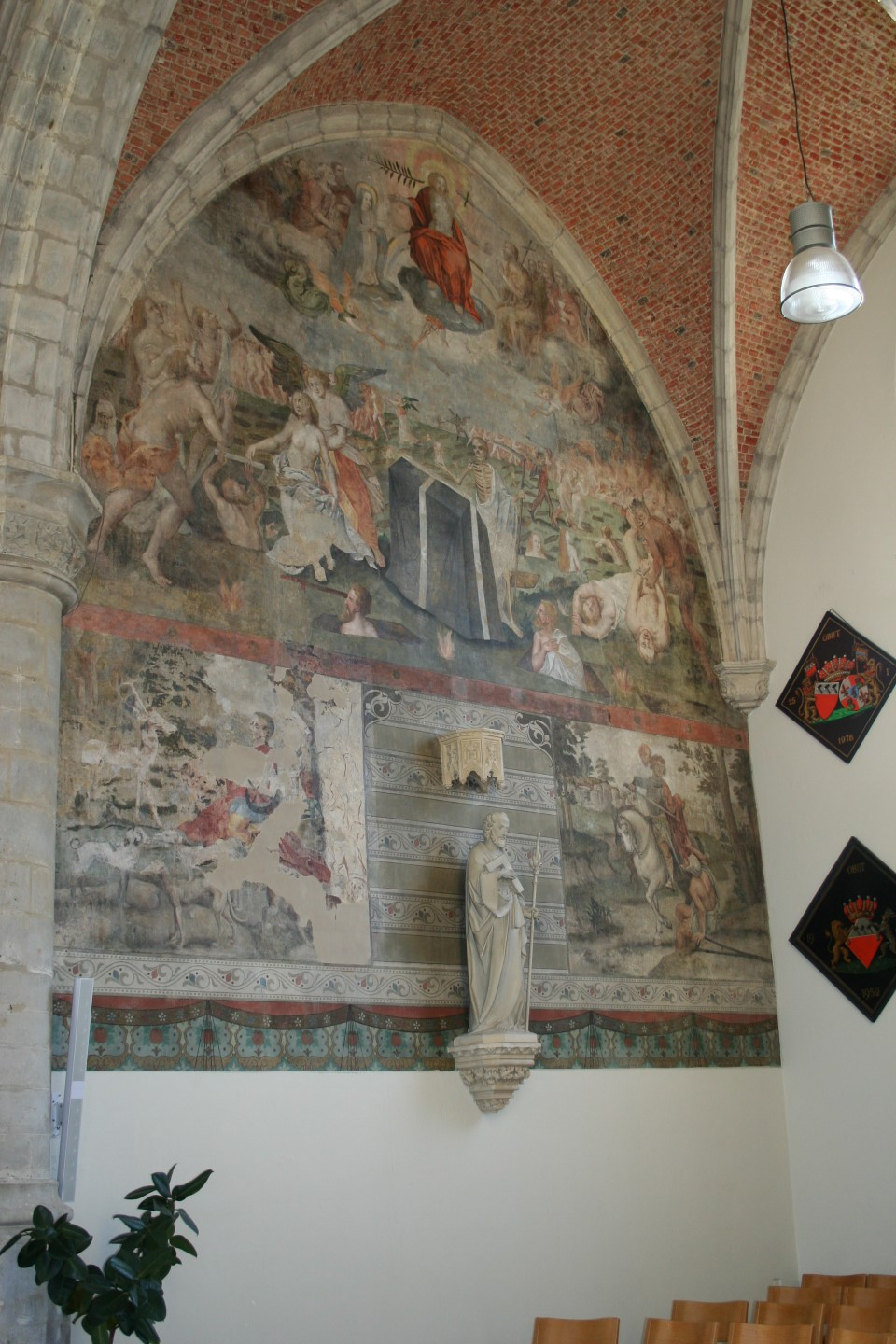
Renaissance muurschildering

De Sint-Martinuskerk is de parochiekerk van de Vlaams-Brabantse plaats Meise, gelegen aan de Brusselsesteenweg 1.

## Geschiedenis
Omstreeks 700 stond op deze plaats een houten hofkerk die omstreeks 1100 werd vervangen door een stenen romaanse kerk. In 1110 kwam het patronaatsrecht van het altare de Mensce aan de kerk van Grimbergen en, toen de abdij in 1127 werd gesticht, aan de Abdij van Grimbergen.
Omstreeks 1500 werd de romaanse kerk door een gotisch gebouw vervangen. Het koor en het transept zijn uit die tijd. De kerk had echter zwaar te lijden van de Beeldenstorm in 1566 en van krijgsverrichtingen in 1593-1598. In de eerste helft van de 17e eeuw werd de kerk verlengd en in 1631 respectievelijk 1642 werd hij voorzien van zijbeuken, waardoor de toren werd ingebouwd.
In 1735 werd de toren door blikseminslag beschadigd. In 1835 werd het dak van de kerk verhoogd. Van 1849-1912 werden allerlei wijzigingen doorgevoerd. Daarbij werd ook het kerkmeubilair door neogotisch meubilair vervangen.
Tijdens de Tweede Wereldoorlog werden de klokken door de bezetter gestolen maar in 1950 kwam er een beiaard van 47 klokken die in 2002 werd vervangen door een beiaard van 56 klokken, waarna de oude beiaard bij de bibliotheek werd geplaatst.

## Gebouw
Het betreft een georiënteerde kruiskerk in voornamelijk laatgotische stijl, gebouwd in witte zandsteen. De kerk heeft een driezijdig afgesloten koor en een ingebouwde westtoren. Deze toren heeft twee geledingen en een Tudorboogportaal. De zijbeuken zijn als dwarskapellen opgevat, eindigend in puntgevels. De kerk ligt op een lichte verhoging en was vroeger omringd door een kerkhof.

## Interieur
Onder het koor is een crypte waar de heren van Meise, en later ook de bezitters van het Kasteel Bouchout werden bijgezet.
De kerk bezit een schilderij van 1660: De aanbidding der wijzen, door Theodoor Boeyermans. De Doop van Christus werd door een onbekende 17e-eeuwse schilder vervaardigd. Er is een beeld van Sint-Martinus (1695) en een 17e-eeuws kruisbeeld.
Het orgel, vervaardgd door de Gebroeders Van Bever, is van 1896.
In het transept bevinden zich muurschilderingen in renaissancestijl (1590-1600), mogelijk werk van Jasper Van der Schueren. Omstreeks 1650 werden deze overschilderd om in 1890 te worden herontdekt. Daarna werden ze nogmaals overschilderd om opnieuw vrijgelegd en gerestaureerd te worden, waarna ze in 1993 weer ingehuldigd werden.
De kerk bezit nog een laatgotisch hardstenen doopvont.